# Costanza Calabrese
Costanza Calabrese (Etterbeek, 6 novembre 1979) è una giornalista, conduttrice televisiva e attrice italiana.

## Biografia
È nata nel 1979 a Etterbeek (Belgio) da Pietro Calabrese (1944-2010), anche lui giornalista, e da Francesca Rotigliano.
Nel 2005 si è laureata in Scienze della Comunicazione presso l'Università degli Studi di Roma "La Sapienza". Nello stesso anno diventa giornalista professionista.
Nel 1998 ha vissuto a New York dove ha lavorato nella redazione del mensile Talk diretto da Tina Brown. Dal 1999 al 2003 ha lavorato al quotidiano La Repubblica, dove si è occupata di cronaca, giudiziaria, enogastronomia e sport. Nel 2003 ha debuttato a Mediaset, dove è attiva come giornalista prima su Rete 4 e poi nel 2005 su Canale 5. Su quest'ultima rete inizia a lavorare al TG5 prima come cronista, poi come corrispondente dalla Sicilia e poi come redattore al politico.
Dal 2009 al 2017 ha condotto l'edizione delle 13:00 e poi dal maggio dello stesso anno l'edizione serale delle 20.00. Dal gennaio 2023 conduce  nuovamente l'edizione delle 13:00. Con il restyling del nuovo logo del TG5 la giornalista ha telefonato a Renato Pareti e a Franco Fasano (che sono grandi cantautori ma anche autori storici dello Zecchino d'Oro) dicendo che il 16 aprile 2018 il telegiornale è stato rinnovato con una nuova sigla e un nuovo logo.
Insieme ad Alfonso Signorini ha presentato dall'Arena di Verona l'evento Opera on Ice, in onda su Canale 5 il 25 dicembre 2011, il 25 dicembre 2012 e il 25 dicembre 2013.
Nel 2010 ha vinto il Premio Giornalistico Internazionale Santa Margherita Ligure per la Cultura.
Nel 2013 ha vinto il Premio internazionale del giornalismo Biagio Agnes nella categoria Premio giovani under 35.
Dal 5 luglio 2025 conduce l'edizione estiva di 4 di sera Weekend su Rete 4. Dal 4 al 22 agosto dello stesso anno ha condotto anche 4 di sera News, al posto di Roberto Poletti e Francesca Barra.
Il 15 agosto 2025, insieme a Giuseppe Brindisi, ha condotto una puntata speciale di Zona bianca dal titolo L'incontro Trump-Putin su Rete 4, dedicata al meeting tra Donald Trump e Vladimir Putin in Alaska. Il 18 agosto, sempre con Giuseppe Brindisi, ha condotto una puntata speciale di Zona bianca dal titolo Guerra o pace su Rete 4, dedicata al tra Donald Trump, Volodymyr Zelens'kyj e i leader europei alla Casa Bianca (Washington).
Nel corso degli anni ha più volte interpretato sé stessa in vari film italiani; ad esempio: nel 2010 è apparsa nella serie televisiva I Cesaroni, mentre nel 2018 si è prestata a presentare una finta edizione del TG5 nel film Amici come prima.

## Vita privata
Costanza Calabrese ha una figlia, Vittoria, nata nel 2015.

## Filmografia

### Cinema
- Amici come prima, regia di Christian De Sica e Brando De Sica (2018)

### Televisione
- I Cesaroni – serie TV, episodio 4x13 (Canale 5, 2010) - cameo

## Programmi televisivi
- TG5 (Canale 5, dal 2005)
- Opera on Ice (Canale 5, 2011)
- 4 di sera Weekend (Rete 4, dal 2025)
- 4 di sera News (Rete 4, 2025)
- L'incontro Trump-Putin (Rete 4, 2025)
- Guerra o pace (Rete 4, 2025)
- Blackout (Italia 1, dal 2025)

## Riconoscimenti
- 2010: Premio Giornalistico Internazionale Santa Margherita Ligure per la Cultura
- 2013: Premio internazionale del giornalismo Biagio Agnes – Premio giovani under 35